# 小行星6780
小行星6780（6780 Borodin）是一颗绕太阳运转的小行星，为主小行星带小行星。该小行星于1990年3月2日发现。名字来自俄罗斯作曲家亚历山大·波菲里耶维奇·鲍罗丁。

## 轨道参数
小行星6780的轨道半长轴为2.2493117 UA，离心率为0.176。